# Бароу на Фърнис (община)
Община „Бароу на Фърнис“ (на английски: Borough of Barrow-in-Furness) е една от шестте административни единици в област (графство) Къмбрия, регион Северозападна Англия.
Населението на общината към 2008 година е 71 800 жители разпределени в няколко селища на площ от 77.96 квадратни километра. Административен център на общината е едноименния град Бароу на Фърнис.

## География
„Бароу на Фърнис“ е малка община носеща името на едноименния град, разположена в най-южната част на графството, на полуостров Фърнис разделящ залива Моркамб Бей от естуара на река Дъдон.
Градове на територията на общината:
| град             | на английски      | население |
| ---------------- | ----------------- | --------- |
| Бароу на Фърнис  | Barrow-in-Furness | 59 182    |
| Далтън на Фърнис | Dalton-in-Furness | 12 799    |
| Аскъм на Фърнис  | Askam-in-Furness  | 3632      |